# Coptodactyla torresica
Coptodactyla torresica là một loài bọ cánh cứng trong họ Bọ hung (Scarabaeidae).